# Crassula arborescens
Crassula arborescens är en fetbladsväxtart. Crassula arborescens ingår i släktet krassulor, och familjen fetbladsväxter.

## Underarter
Arten delas in i följande underarter:
- C. a. arborescens
- C. a. undulatifolia

## Bildgalleri

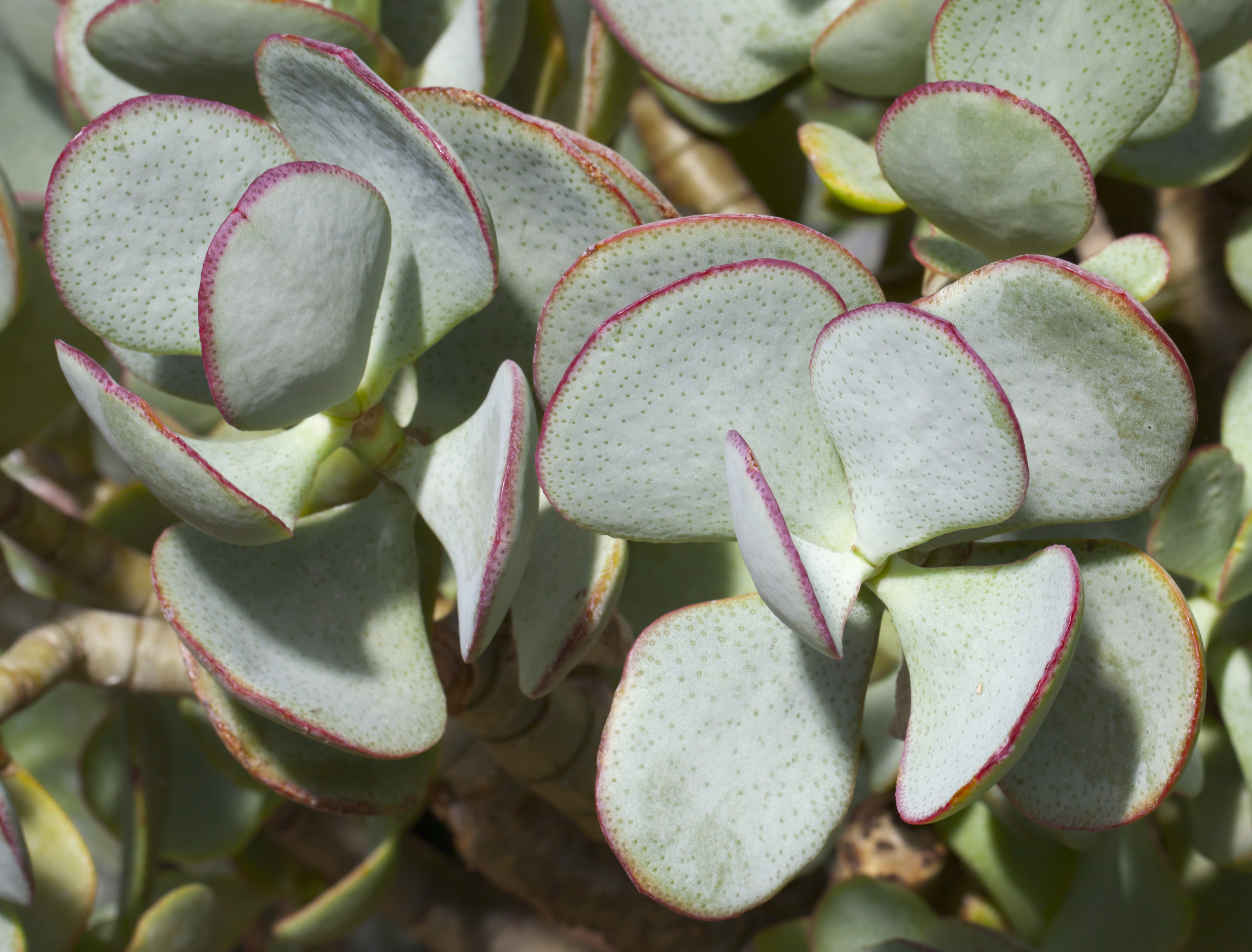
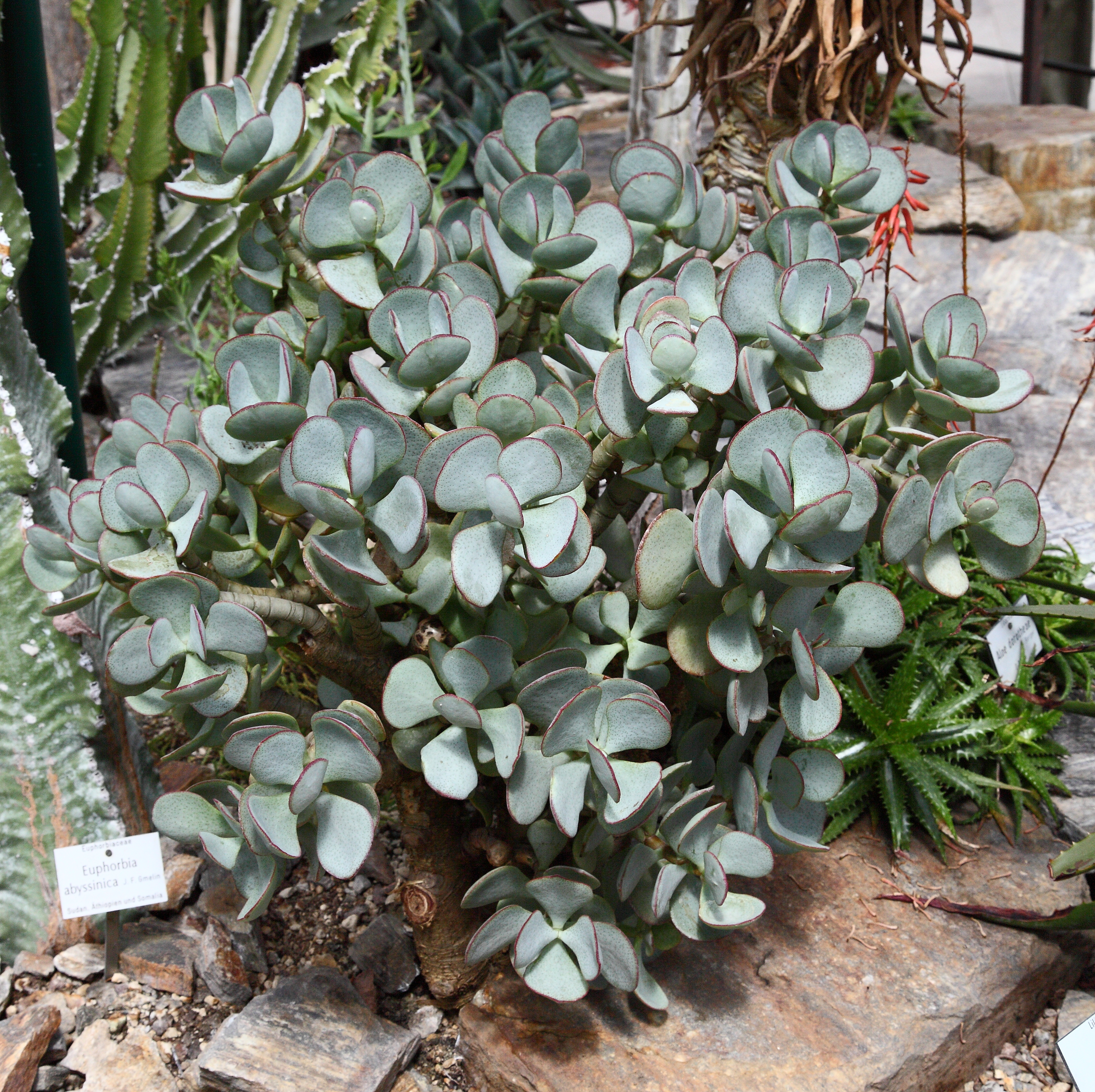
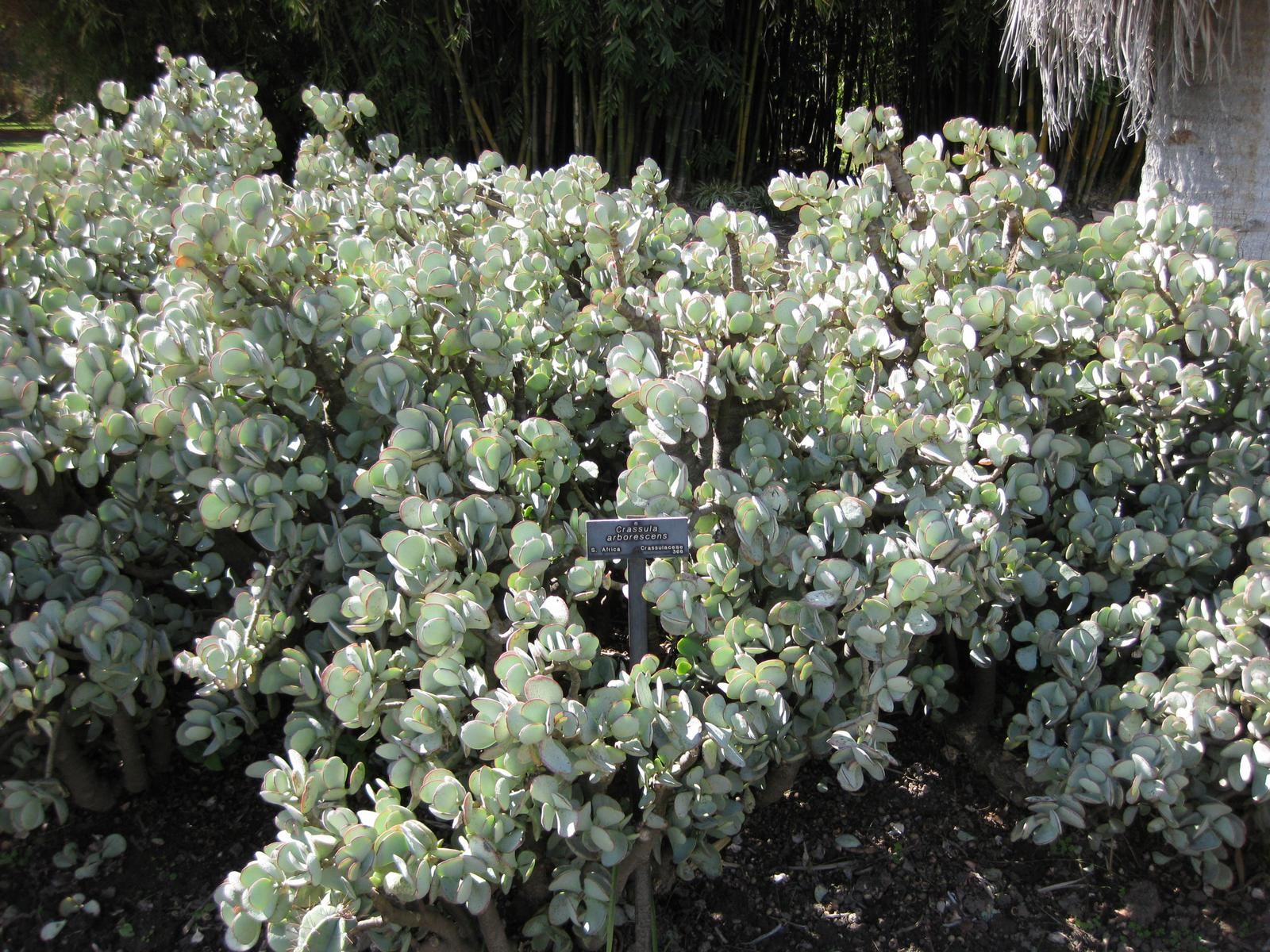